# J.D. Poll
J.D. Poll, voluit Jacobus Daniël Poll, roepnaam Koos, (Schouwerzijl, 13 maart 1889 – tussen Flossenbürg en Wetterfeld, 21 of 22 april 1945) was een schooldirecteur, verzetsstrijder en lid van de Dienst Wim.

## Biografie
Poll werd in 1889 geboren als zoon van Menno en Cornelia Poll. Hij volgde onderwijs bij zijn vader aan de lagere school De Kromme Akkers. Vanaf 1903 ging Poll, net als zijn vader eerder, naar de kweekschool in Groningen. In 1907 rondde Poll zijn opleiding af. Waar Poll verbleef en wat hij heeft gedaan tussen het behalen van zijn diploma en de jaren 1920 is niet bekend. Het eerste wat van Poll bekend is, is dat hij in de jaren 1920 docent was in Dordrecht. In 1928 ging hij in Deventer werken voor een nog op te richten middelbare school voor meisjes. In 1934 verhuisde Poll naar Hoorn en werd daar zowel directeur als docent Nederlands van de Rijks Hogere Burgerschool Hoorn. Bij zijn aantreden verwelkomde de hand- en tekenleraar J.C. Kerkmeijer hem. 

## Oorlogsperiode
Tijdens zijn directeurschap werd de school meerdere keren door een legermacht gevorderd. De eerste keer vond plaats tijdens de mobilisatie. De lessen vonden toen plaats in een aantal leegstaande woningen aan de Eikstraat. Na de capitulatie van Nederland keerden de leerlingen terug naar het schoolgebouw. Het schoolgebouw werd in 1942 gevorderd door de Duitsers, omdat de barakken achter de school van onvoldoende kwaliteit werden bevonden. De Duitsers gebruikte in eerste instantie alleen de begane grond, waardoor 250 leerlingen ergens anders onderdak moesten vinden. Per 1 augustus 1943 werd het hele schoolgebouw in gebruik genomen. De Ortskommandantur vestigde zich in het schoolgebouw en een deel werd als veldhospitaal in gebruik genomen. De RHBS moest een deel van de inventaris opslaan in de Oosterkerk. Daarnaast kreeg de onderbouw minder lessen en de lessen van de bovenbouw vonden op verschillende plaatsen in de binnenstad plaats. Een aantal lessen vonden voor korte tijd plaats in het schoolgebouw van de lagere school aan de Muntstraat. Later werd ook een kaaspakhuis gebruikt en de bovenetage van Villa Alewijn, waar toen het Kadaster gevestigd was. In de nabijgelegen Waag werd de zolderverdieping gebruikt om tekenlessen te geven. Ook de ruimtes, waaronder de consistorie, in de Grote Kerk werd en gebruikt om lessen in te geven. Lijntekenen werd echter in de Ambachtsschool aan het Keern gegeven. Op 21 juni 1944, de dag na de diploma-uitreiking, werd Poll door twee SD-ers opgepakt, omdat zijn naam in een brief over ondergedoken Joden werd genoemd. Hij werd na zijn arrestatie naar de gevangenis aan de Weteringschans in Amsterdam gebracht.
Direct na het begin van de bezetting van Nederland door Nazi-Duitsland begon Poll met stil verzet, hij werd ook snel lid van het verzet. De groep waarvan Poll lid werd stond bekend als de Orde Dienst en later in de oorlog werd dit de Binnenlandse Strijdkrachten.  Via een collega van het gymnasium in Dordrecht raakte Poll betrokken bij Dienst Wim. Los van de groep zorgde Poll er voor dat een aantal van zijn mannelijke leerlingen ergens onder konden duiken zodat zij niet naar Duitsland werden getransporteerd om daar te werk gesteld te worden. Hij overleed vermoedelijk tussen Flossenbürg en Wetterfeld, tijdens een mars van Buchenwald naar Dachau. Zijn overlijdensdatum en plek zijn niet bekend en zijn lichaam is nooit geïdentificeerd.

## Na de oorlog
Omdat Poll niet terug is gevonden, is er van hem geen graf bekend. Wel heeft hij in 1948 een plaquette in de centrale hal van de Rijks HBS gekregen. Op deze plaquette staat ook aangegeven dat deze niet alleen voor de voormalige directeur is, maar ook voor alle andere Nederlandse docenten en leerlingen die omgekomen zijn. Poll's naam staat samen met die van andere omgekomen inwoners van Hoorn genoteerd op het algemene oorlogsmonument in de Nieuwsteeg, in de zijgevel van het  Statenlogement. In 1950 ontstonden plannen om naast de Rijks HBS een nieuwe straat aan te gaan leggen, waarop de gemeenteraad heeft besloten om die straat de J.D. Pollstraat te noemen. De straat verbindt de Johan Messchaertstraat, vernoemd naar Johannes Messchaert, met de Liornestraat, vernoemd naar de uitvinder van het fluitschip Pieter Jansz Liorne.
In 1952 kreeg Poll postuum erkenning van de Belgische regering. Hij werd benoemd tot helper van de Inlichtings- en Actiedienst van België. In 1954 kreeg hij de medaille van weerstand en de oorlogsmedaille 1940-1945.
Op 22 april 2024 werd er voor de huidige OSG een Stolpersteine geplaatst ter herinnering aan Koos Poll. Hierbij waren zijn nabestaanden aanwezig.

## Privé
Poll trouwde in de jaren 1920 met Petronella Salm. In 1922 kreeg het stel hun eerste zoon: Charles August (roepnaam Guus), drie jaar later kwam Kornelis Dorotheus (roepnaam Kees), beide zoons werden in Dordrecht geboren. In 1928 verhuisde het gezin naar Deventer, waar in 1930 Jacobus Daniël (roepnaam Duk) geboren werd. In 1933 overleed Petronella op 33-jarige leeftijd. In 1934 vertrok het gezin uit Deventer, naar Hoorn toe. Aldaar leerde Poll zijn tweede vrouw, Hannie Toxopeus, kennen, met wie hij in 1939 trouwde.